# Bones
Bones és una sèrie de televisió estatunidenca protagonitzada per en Seely Booth (David Boreanaz), un agent del FBI i per la Temperance Brennan (Emily Deschanel), una antropòloga forense; inspirada en la vida de l'antropòloga forense i escriptora Kathy Reichs.

## Argument
La història se centra en els dos protagonistes. La doctora Brennan treballa per l'institut Jeffersionian (versió fictícia de l'Institut Smithsonian) ajudant a l'agent Booth del FBI, amb els casos on hi troben restes humanes identificables. Ell és un antic franctirador de l'exèrcit que té poca fe en la ciència i que el creu que el més important és treure-li informació als vius i no als morts. Aquestes dues concepcions faran que els dos personatges tinguin visions oposades del món i que durant la sèrie s'aniran explorant a través de dilemes de la vida quotidiana.

## Repartiment

### Integrants actuals
- Emily Deschanel és Temperance Brennan: antropòloga forense i escriptora d'èxit.
- David Boreanaz és Seeley Booth: agent del FBI i ex-franctirador de l'exèrcit dels EUA.
- Michaella Collin és Ángela Montenegro: formada en belles arts, fa reconstruccions tant facials com de les escenes dels crims.
- T.J Thyne és Jack Hodgins: és especialista en entomologia, botànica i geologia.
- Tamara Taylor és Camille Saroyan: doctora de formació i cap de l'equip.
- John Boyd és James Aubrey: agent del FBI que ajuda a en Booth amb les investigacions.

A cada capítol també apareixen diferents interns que tenen a la doctora Brennan com a mentora (a partir de la 4a temporada):
- Eugene Byrd és Clark Edison: el primer intern que apareix a la sèrie. Destaca per ser molt metòdic i reservat.
- Michael Grant Terry és Wendell Bray: d'orígens humils, compagina els estudis a la vegada que treballa per mantenir a la seva família
- Carla Gallo és Daisy Wick: és caòtica i insegura, però admira a la doctora i vol arribar a ser com ella.
- Joel David Moore és Colin Fisher: amb tendències depressives, passa temporades en centres psiquiàtrics.
- Pej Vahdat és Arastoo Vaziri: d'orígens iranians és musulmà practicant.
- Brian Klugman és Oliver Wells: superdotat arrogant que somia en superar a la doctora Brennan.
- Luke Kleintank és Finn Abernathy: d'orígens rurals, en Hodgins i ell bromejen amb el seu accent.

### Integrants d'anteriors temporades
- Jonathan Adams és Daniel Goodman: arqueòleg i director de l'institut
- Eric Millegan és Zack Addy: antropòleg forense que assisteix a la doctora.
- Ryan Cartwright és Vincent Nigel-Murray: intern format a Leeds que està al Jeffersonian completant el seu doctorat.
- John Francis Daley és Lance Sweets: psicòleg del FBI que assisteix a en Booth en les seves missions.

## Episodis
| Temporada | Temporada | Episodis | Emissió original       | Emissió original     |
| Temporada | Temporada | Episodis | Season Premiere        | Season Finale        |
| --------- | --------- | -------- | ---------------------- | -------------------- |
|           | 1         | 22       | 13 de setembre de 2005 | 17 de maig de 2006   |
|           | 2         | 21       | 30 d'agost de 2006     | 16 de maig de 2007   |
|           | 3         | 15       | 25 de setembre de 2007 | 19 de maig de 2008   |
|           | 4         | 26       | 3 de setembre de 2008  | 14 de maig de 2009   |
|           | 5         | 22       | 17 de setembre de 2009 | 20 de maig de 2010   |
|           | 6         | 23       | 23 de setembre de 2010 | 19 de maig de 2011   |
|           | 7         | 13       | 3 de novembre de 2011  | 14 de maig de 2012   |
|           | 8         | 24       | 17 de setembre de 2012 | 29 d'abril de 2013   |
|           | 9         | 24       | 16 de setembre de 2013 | 19 de maig de 2014   |
|           | 10        | 22       | 25 de setembre de 2014 | 11 de juny de 2015   |
|           | 11        | 22       | 1 d'octubre de 2015    | 21 de juliol de 2016 |
|           | 12        | 12       | 3 de gener de 2017     | 28 de març de 2017   |